# Schueberfouer

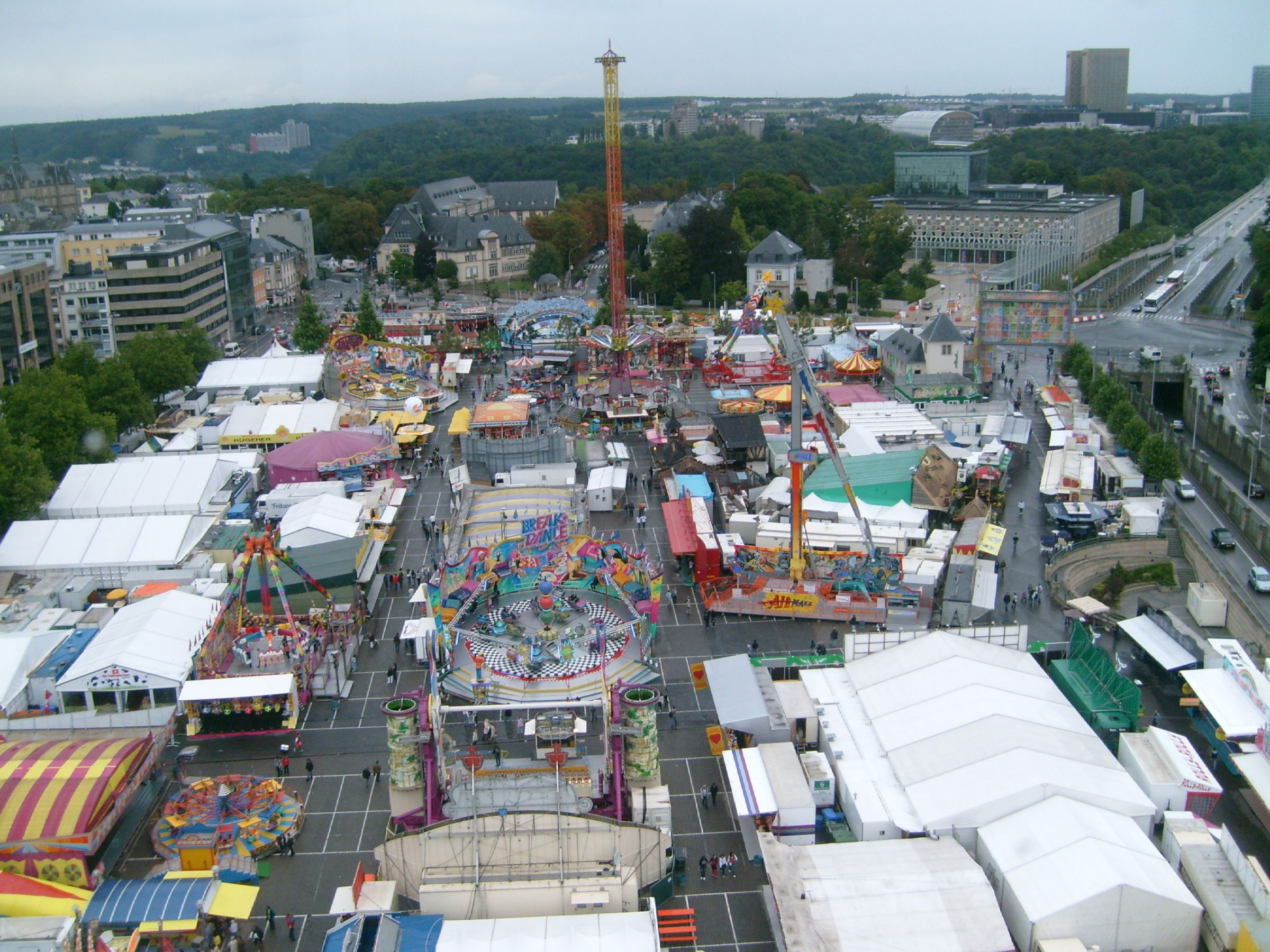
El Schueberfouer el 2008.

El Schueberfouer és la fira anual de la ciutat de Luxemburg. Té lloc a la plaça Glacis del districte de Limpertsberg. És una festa amb molta tradició i el 2015 se celebra la seva 675a edició. Va ser creada per Joan I de Luxemburg el 20 d'octubre de 1340. Tradicionalment, el Schueberfouer comença un dimecres, dijous o divendres abans del dia de Sant Bartomeu (24 d'agost) i tanca un dilluns, dimarts o dimecres abans del 12 de setembre per tal de durar 20 dies cada any. El 2010, la fira va comptar amb 184 atraccions.